# Zuikaku
A Zuikaku (japánul: 瑞鶴, szerencsés daru) japán Sókaku osztályú repülőgép-hordozó volt a Japán Birodalmi Haditengerészet kötelékében. Testvérhajójával, a Sókakuval, részt vett számos fontos ütközetben (mint pl. Pearl Harbor vagy a Korall-tenger) a második világháború Csendes-óceáni hadszínterén.

## Szolgálatban

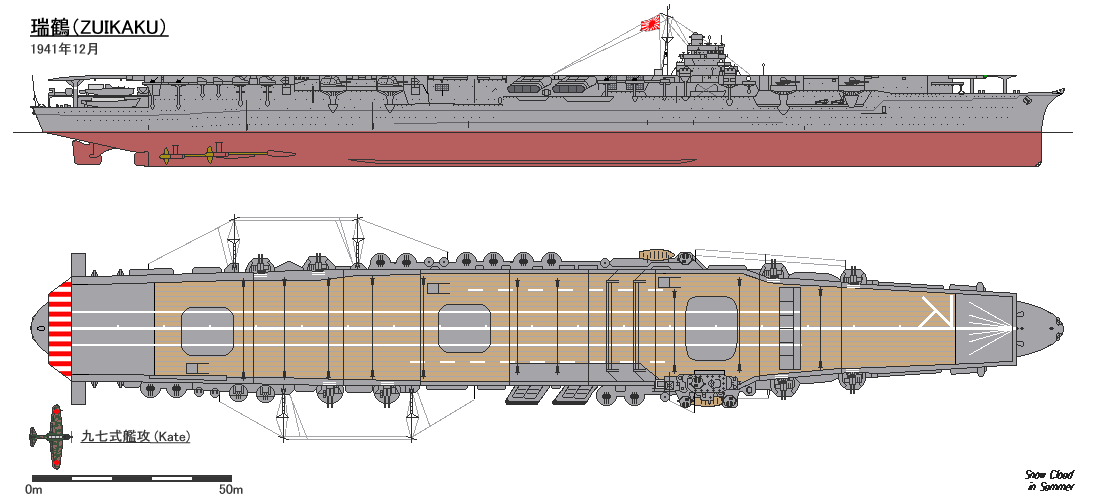
Illusztrációja a Zuikakuról a hajó eredeti felépítésében.

A Zuikaku a Kawasaki vállalat kóbei hajógyárában épült. 1941-ben, Icsibei Jokokava kapitány parancsnoksága alatt a Zuikakut és a Sókakut Nagumo tengernagy 1. légiflottájának 5. hordozórajához csatolták. Ez a hajóraj 1941 decemberében része volt a Pearl Harbor elleni csapásmérő egységnek.
1942. január 20-án és 21-én a Zuikaku támadást indított Új-Guinea két kikötővárosa, Rabaul és Lae ellen. 1942 áprilisában az Indiai-óceánon lecsapott a colombói és trincomaleei brit tengerészeti támaszpontokra Srí Lankán és elsüllyesztette a HMS Hermest. Májusban a Port Moresby elfoglalására küldték, de mivel az Egyesült Államok hírszerzése tudomást szerzett a japánok terveiről, hajókat tudtak küldeni az offenzíva visszaverésére. A japán vezetés a repülőgép-hordozókat a Korall-tengerre küldte, hogy állítsák meg az amerikaiakat. A kibontakozó csatában repülőgépeinek fele megsemmisült, ezért egy hónappal később nem harcolhatott a midwayi csatában. A Salamon- majd a Santa Cruz-szigeteknél repülőgépei megrongálták a USS Enterprise-t, az utóbbiban pedig megbénították a USS Hornetet (a magára hagyott Hornetet később az Akigumo és Makigumo japán rombolók elsüllyesztették).

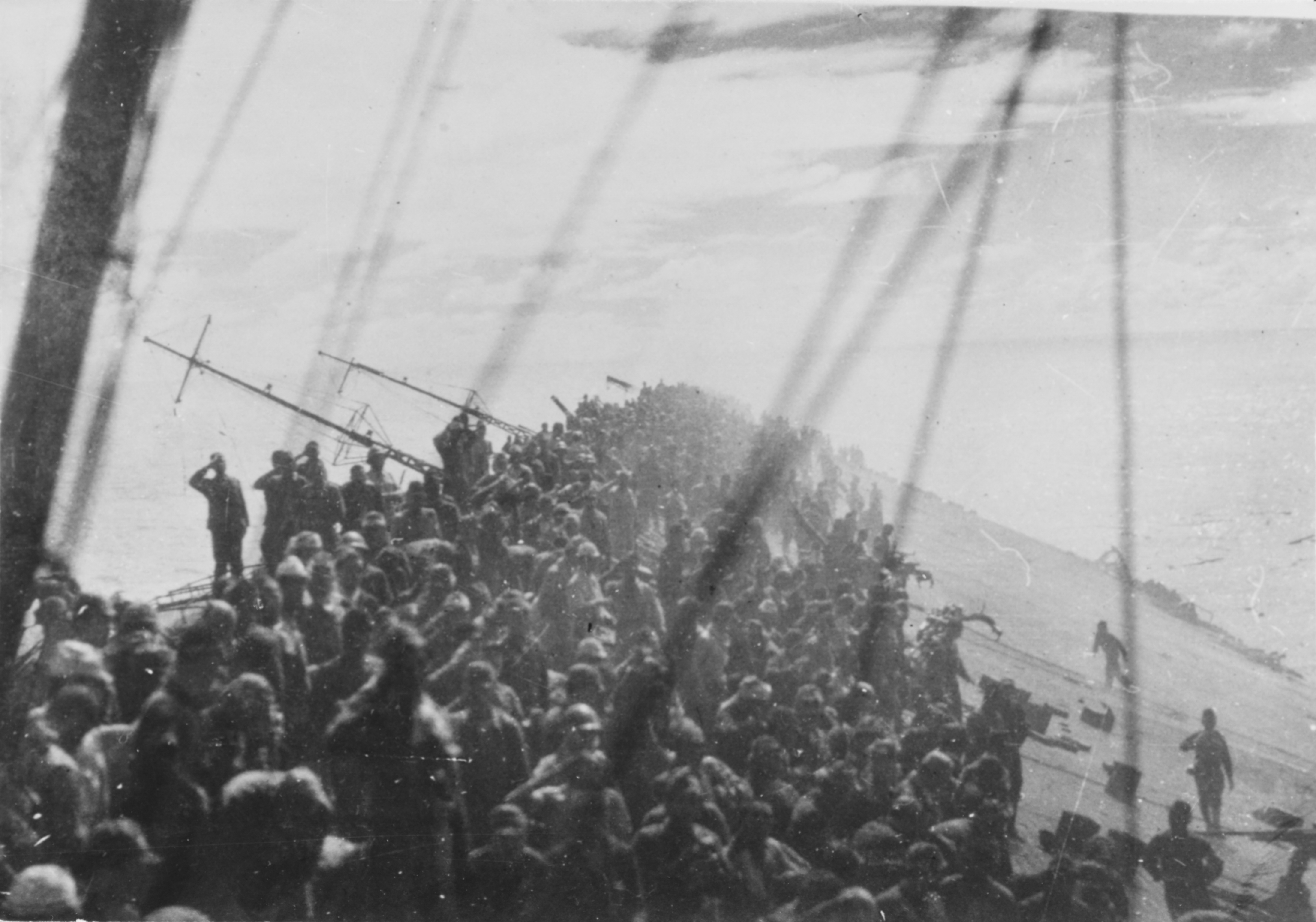
A legénység tiszteleg a zászló levonásához, miközben a hajó lassan a jobb oldalára fordul.

1943 februárjában Guadalcanal kiürítésénél segédkezett. Májusban az Aleut-szigetekhez rendelték, de a Attu-szigeti szövetséges győzelem után a küldetését felfüggesztették. 1944. június 19-én a Filippínó-tengeri csatában a Taihót és a Sókakut tengeralattjárók elsüllyesztették, így a Zuikakunak kellett elszállítania a megmaradt repülőgépeiket. A csata után már csak a Zuikaku maradt meg abból a hat repülőgép-hordozóból, amelyek Pearl Harbornál harcoltak.
1944 októberében Ozava Dzsiszaburó admirális északi flottájához csatolták. Október 24-én részt vett az Engaño-foki csatában. Repülőgépeinek nagy részét az Egyesült Államok harmadik flottája lelőtte, a maroknyi megmaradt gépnek sikerült eljutnia Luzonig. A csata során hét torpedó- és kilenc bombatalálat érte. A jobb oldalára dőlő hajóról Ozava admirális az Ójodo cirkálóra helyezte át parancsnokságát. 13:58-kor kiadták a parancsot a hajó elhagyására és levonták a zászlót. 14:14-kor a Zuikaku átfordult és elsüllyedt Takeo Kaizuka ellentengernaggyal és 842 matrózzal a fedélzetén. 862 embert megmentettek a Vakacuki és a Kuva rombolók.

## Fordítás
- Ez a szócikk részben vagy egészben  a   Japanese aircraft carrier Zuikaku című angol Wikipédia-szócikk ezen változatának fordításán alapul.  Az eredeti cikk szerkesztőit annak laptörténete sorolja fel. Ez a jelzés csupán a megfogalmazás eredetét és a szerzői jogokat jelzi, nem szolgál a cikkben szereplő információk forrásmegjelöléseként.